# 白石康次郎
白石 康次郎（しらいし こうじろう、1967年5月8日（58歳） - ）は、日本の海洋冒険家。東京都生まれ、神奈川県鎌倉市育ち。ヨットで単独世界1周を5度経験している（2025年2月9日現在）。2000年、名前を鉱次郎から康次郎に改名している。
2018年にDMG森精機株式会社が設立した日本初のプロ外洋セーリングチーム”DMG MORI SAILING TEAM”にてスキッパーを務め、単独無寄港無補給の世界一周ヨットレース「ヴァンデ・グローブ 2020-2021」にてアジア勢初となる完走を果たした。また「ヴァンデ・グローブ 2024-2025」へも出場し、2度目の完走を果たしている。

## 経歴
横浜国立大学教育学部附属鎌倉小学校、横浜国立大学教育学部附属鎌倉中学校卒業。1986年、少年時代に船で海を渡るという夢を抱き、機関士を目指し神奈川県立三崎水産高等学校（現：神奈川県立海洋科学高等学校）へ入学。しかし、在学中に第一回単独世界一周レース（BOCレース）で日本人の多田雄幸が優勝したとのニュースを見て、自分もヨットで世界一周をしたいと思い立った。東京駅まで行って電話帳で番号を調べて自宅まで押しかけ弟子入りをし、レースをサポートしながら修行を積んだ。
多田の船を受け継いで＜スピリットオブユーコー (Spirit of Yukoh)＞と名付け、26歳10ヶ月で単独無寄港世界一周航海を成し遂げた（1993-94）。この記録は、2024年に木村啓嗣が24歳9ヶ月という記録を更新するまで、世界最年少記録であった。その後、現在までに合計で四度の世界一周を経験している。その他数々のアドヴェンチャーレースでも活躍している海洋冒険家である。
2016年11月6日、フランスからスタートする世界一過酷なヨットレースとされるヴァンデ・グローブへ出場した。アジアからの初出場となったが、レーススタートから約1か月後の南アフリカ沖でディスマスト(マストの折損)。
レース続行が不可能な状態になり、南アフリカへと寄港しリタイヤをした。
2017年には、「ヴァンデ・グローブ」に参戦したヨット<Spirit of yukoh Ⅳ>を日本へと輸送。神奈川県横須賀市にある”シティマリーナヴェラシス”をホームポートにし、世界の舞台で活躍した名艇で日本各地を巡り、全国の子供たちに海洋教育プログラムを実施した。また、TBS”日立世界ふしぎ発見！”の企画では、<Spirit of yukoh Ⅳ>で小笠原諸島へも航海した。
2018年10月30日、工作機械の製造・販売を行っているDMG森精機株式会社が、日本初のプロ外洋セーリングチーム”DMG MORI SAILING TEAM”設立記者会見を行い、2020年に行われる第9回「ヴァンデ・グローブ」への挑戦と、白石康次郎が同チームのスキッパーを務める事を発表した。また、挑戦するヨットは、現在の外洋ヨットレースの最新型であるIMOCA60のフォイル艇を建造する事も発表された。白石康次郎にとって初めての新艇となり、「僕は燃えています！皆さんに喜んでもらえるような走りを見せます」と高ぶる気持ちを語った。
2019年5月頃、万全を期すために健康診断を受けたところ、CTスキャンで上行大動脈瘤が発覚した。手術は成功したものの約半年間トレーニングも満足にできない日々を過ごすことになった。
2019年9月に念願の新艇<DMG MORI Global one>が完成し、”DMG MORI SAILING TEAM”がベース地としているフランスに北西部の港町ロリアンで、進水式を行った。
2020年11月の「ヴァンデ・グローブ」出場権を獲得するために、予選レースとなる二つの大西洋横断ヨットレース「The Transat CIC」、「Transat NY-Vendee」に出場を予定していたが、世界的なCOVID-19の流行により、いずれのレースも中止となった。
7月、予選レースの位置づけとして新たに新設された「VENDÉE-ARCTIQUE-LES SABLES D’OLONNE」に出場し、10位でフィニッシュした。このレースに完走したことで「ヴァンデ・グローブ」出場権を獲得した。
11月8日、自身2度目の挑戦となるヴァンデ・グローブへ出場。レース7日目に大西洋アゾレス諸島沖でメインセールを破損。海上で1週間の修理をし、そのままレースを続行した。
2021年2月11日、16位（33艇中）でフィニッシュした。記録は94日21時間32分56秒。これにより、アジア人として初のヴァンデ・グローブ完走を果たした。
2021年3月31日、東京都内で記者会見を行い、「Vendée Globe 2020-2021」の完走報告と2024年に行われる第10回「ヴァンデ・グローブ」への挑戦及び8位以内での完走を目標とすることを発表した。
2024年11月10日、3度目のヴァンデ・グローブへ出場。翌2025年2月9日に24位（40艇中）でフィニッシュ。記録は90日21時間34分41秒。「8位以内」こそ叶わなかったものの、2大会連続の完走を成し遂げた。
実生活では2000年に結婚したテレビ東京の元アナウンサーだった海夕希（旧姓名：矢玉みゆき）と、ひとり娘がいる。
海洋冒険家としての活動以外にも、『嵐を乗り越える子供たちを育てる』、『子供たちの逞しさを育てる』をテーマに、子供達と海や森で自然を学習する体験プログラム「海洋塾」の開催や、「小学生のための世界自然遺産プロジェクト（ユネスコキッズ）」のプロジェクトリーダーを歴任。また、児童養護施設への支援活動にも長年従事しており、2014、2015年と高校生たちと共に、逗子－伊豆大島間を1泊2日で往復航海するプログラム「大島チャレンジ！」を実現するなど、子供達に自然の尊さと「夢」の大切さを伝える活動に積極的に取り組んでいる。近年は、自身の体験をもとにメディア出演や、全国各地で講演会や子供への教育活動に従事している。
座右の銘は、『天如水!』。

『海に出ると、地球を包み、動かす、大いなる意思を身近に感じます。この大いなる存在が私にとっての天です。天の理を感じ取り、与えられた天命をまっとうし、地球と自分が少しでも一体となること、それが私の理想です。この理想に近づくための指針が、水のごとくあれ、です。水のごとくあるとは、すなわち、泰然と、しなやかに、困難に向かっては強さと勢いを秘め、寛容で、人を益する、そんな水のような自分でありたいという思いを込めた言葉である』と自身のブログでつづっている。

## 環境活動
ヨットで世界一周する白石にしかできない環境保全活動を行っている。
ヴァンデ・グローブでは、海洋研究開発機構（JAMSTEC）と協力し、調査船が行き届いていない海域で海洋マイクロプラスチックのサンプル採取活動を行った。採取されたサンプルは、JAMSTECへと引き渡され、貴重な研究資料となった。
また、レースを主催するIMOCAの環境保全活動にも協力しており、気象観測ブイを北大西洋へと投下した。

## 活動歴

### ヨットレース
- 1988年、ナホトカ－室蘭「日本海ヨットレース」にクルーとして出場[15]。
- 1989年、ニュージーランド－博多・記念レースにクルーとして出場。
- 1991年、シドニー－伊豆松崎　太平洋単独縦断に成功。
- 1994年、当時26歳で、ヨットによる単独無寄港無補給世界一周の史上最年少記録（当時）を樹立。航海記録-1993年10月3日－1994年3月28日（176日）、総航行距離-46,115km、愛艇の名称は、師匠の多田雄幸氏にちなみ＜スピリット オブ ユーコー＞。
- 1998年8月、世界的セイラー ブルーノ・ペイロンの愛艇＜巨大カタマラン エクスプローラー号＞太平洋横断世界新記録樹立（横浜～サンフランシスコ 14日17時間）クルーとして参加。
- 2002年9月、『アラウンド・アローン』クラスⅡ（40ft）スタート。4位で完走。40ftでの最速となる総日数235日でゴールし、『ハリーミッチェル賞』を受賞。
- 2006年、念願の単独世界一周ヨットレース「VELUX 5 OCEANS」クラスⅠ（60ft）に日本人初挑戦し、2007年4月30日に歴史的快挙となる2位でゴール。
- 2008年、フランスの双胴船<Gitana13>号にクルーとして乗船し、サンフランシスコ～横浜間の世界最速横断記録を更新した（11日間）[16][17]。
- 2016年6月、「Transat NY - Vendée」へ出場し、7位でフィニッシュし、第8回「ヴァンデ・グローブ」への出場権を獲得した。
- 2016年11月より最も過酷な単独世界一周ヨットレースとされる第8回「ヴァンデ・グローブ」へ出場した。レース途中にマストを折損し、リタイヤをした。
- 2020年7月、ヴァンデ・グローブ予選レース「VENDÉE-ARCTIQUE-LES SABLES D’OLONNE」へ新艇で参加。10位でフィニッシュ。
- 2020年11月8日、第9回「ヴァンデ・グローブ」に出場[10]。94日21時間32分56秒、16位でフィニッシュ。
- 2022年5月8日、大西洋周遊レース「バミューダ 1000 レース」に出場。6日8時間20分、14位でフィニッシュ。
- 2022年6月12日、大西洋周遊レース「Vendée-Arctic-Les Sables d’Olonne」に出場。20位でフィニッシュ。
- 2022年9月15日、グロワ島周遊レース「DÉFI AZIMUT」に出場もリタイヤ。
- 2022年11月9日、大西洋横断レース「Route Du Rhum」に出場。スタート後に<Oliver HEER Racing>と衝突しリタイヤ[18]。
- 2023年7月22日、「ロレックス・ファストネットレース」に出場。2日16時間35分08秒、18位でフィニッシュ。
- 2023年9月19日、大西洋周遊レース「DÉFI AZIMUT」に出場。2日13時間01分00秒、25位でフィニッシュ。
- 2023年11月7日、大西洋横断レース「トランサット・ジャック・バーブル」に出場。ダブルハンドレースのコスキッパーはボートキャプテンのティエリー・デュプレ・デュヴォルサン。14日23時間52分12秒、22位でマルティニークでフィニッシュ。
- 2023年11月22日、大西洋横断レース「ルトゥール・ア・ラ・バーズ」に出場。11日16時間11分42秒、18位でフィニッシュ。
- 2024年4月28日、大西洋横断レース「THE TRANSAT CIC」に出場。10日16時間53分22秒、16位でフィニッシュ。
- 2024年5月29日、大西洋横断レース「TRANSAT NEW YORK - VENDEE」に出場。14日18時間38分48秒、15位でフィニッシュ。
- 2024年11月10日、第10回「ヴァンデ・グローブ」に出場[10]。90日21時間34分21秒、24位でフィニッシュ。

### アドヴェンチャーレース
- 1995年、アドベンチャーレース「エコ･チャレンジ」に出場。（走行距離500km以上を人力のみで走破する耐久レース女性を含む5人チーム･一人でも欠けると失格となる。トレッキング・カヌー･ラフティング・ロッククライミング・マウンテンバイク等が含まれる）
- 1996年、「エコ･チャレンジ」ブリティッシュ･コロンビアに出場。
- 1997年2月、世界でもっとも過酷なアドベンチャーレース「レイド・ゴロワーズ」南アフリカ大会で日本人過去最高の11位でゴール。
- 2000年7月、キャメルトロフィー トンガ／サモア2000に日本代表のひとりとして出場。

### その他の活動
- 2001年1月、帆船『海星』で若者を対象としたセールトレーニングを行う。
- 2005年8月、帆船「あこがれ」セイルトレーニング実施　子どもたちと東京湾横断。
- 2008年、「小学生のための世界自然遺産プロジェクト（ユネスコキッズ）」プロジェクトリーダー
- 2011年、「福島の子どもを守ろうプログラム（ふくしまキッズ）」支援委員
- 2014～2015年、児童養護施設の子供達を対象とした、ヨットで逗子～伊豆大島を往復航海する『大島チャレンジ！』を実施。
- 2017年、ヴァンデ・グローブに挑戦したヨット<Spirit of yukohⅣ>を使用した海洋教室「勇気の教室」を兵庫県西宮市、広島県福山市で開催。
- 2021年、レーシング仕様の船を実際に体験し、ヨットやセーリング文化に親しんでもらう目的でヴァンデ・グローブを走り抜いた<DMG MORI Global One>の見学会をDMG MORI SAILING TEAM「JAPAN TOUR 2021」と題して芦屋、常滑、横浜の各マリーナで開催[19][20]。

## 受賞歴
- 1999年、静岡県新世紀創造祭総合賞（スポーツ部門）、国土交通大臣賞
- 2007年、金沢区民栄誉賞（神奈川県）
- 2013年、イエローリボン賞（ベスト・ファーザー）
- 2021年、海洋立国推進功労者表彰（内閣総理大臣賞）[21]
- 2022年、栄光賞（日本セーリング連盟）[22]

## メディア出演
- 『石川遼スペシャル RESPECT 〜ゴルフを愛する人々へ〜』（テレビ東京系、2010年）（この番組中に航海で鍛えた肉体を駆使しロングヒッターぶりを披露。石川遼をアウトドライブする。）
- 『日本の名峰・絶景探訪』（BS-TBS、2013年5月4日から2015年9月5日までに15回メインの旅人として出演）
- 『世界の海から街めぐり　アドリアの至宝航海記』（BS-TBS、2014年4月27日）
- 『日立 世界・ふしぎ発見!』（TBSテレビ、2014年6月21日）ゲスト解答者
- 『日本の名峰・絶景探訪「ジャンダルム 日本岳人に捧ぐ【2時間特別編】」』（BS-TBS、2015年10月10日）[23]
- 『クレイジージャーニー　世界中の海をヨットで巡る、命知らずの男!その全貌を大公開 』(TBSテレビ、2018年5月23日)
- DMG MORI presents『ヨットだけで世界一周　ひとりぼっちの大冒険～白石康次郎　世界最高峰レース　ヴァンデ・グローブ2020出航直前SP～』（テレビ朝日、2020年11月8日）
- 『究極のヨットレースに挑む ~白石康次郎 極限の11日間~』（NHK BS1、2020年11月19日）[24]
- DMG MORI presents『ヴァンデ・グローブ2020～2021ハイライト①～④』（BS朝日、2020年11月29日から2021年2月14日にかけて全4回）[25]
- 『報道ステーション』（テレビ朝日、2021年3月19日、スタジオに生出演)[26]
- 『究極のヨットレースに挑む ~白石と猛者たち 激闘3か月~』（NHK BS1、2021年5月1日）[27]

## 著書
- 白石鉱次郎著『七つの海を越えて：史上最年少ヨット単独無寄港世界一周』（文藝春秋,2000年）ISBN 978-4167679132
- 野口健、白石康次郎著『大冒険術：ぼくらはなぜ世界に挑むのか』（文藝春秋,2000年）ISBN 978-4163562704
- 『冒険者：僕たちに夢と勇気を…単独ヨット世界一周』（宝島社,2003年）ISBN 978-4796636544
- 『アラウンドアローン：世界一過酷な海の冒険』（文藝春秋,2004年）ISBN 9784163657608
- 『人生で大切なことは海の上で学んだ：壁はある。それでも夢はかなう』（大和書房,2006年）ISBN 9784479391500
- 『精神筋力：困難を突破し、たくましさを育てる。』（生産性出版,2012年）ISBN 9784820119968
- 羽生善治、白石康次郎著『勝負師と冒険家―常識にとらわれない「問題解決」のヒント』（東洋経済新報社,2013年）ISBN 9784492043653
- 『マイナスをプラスに変える行動哲学 -答えは自分の中にある。』（生産性出版,2013年）ISBN 9784820120179

## 関連書籍
- 『植村直己：夢・冒険・ロマン』（河出書房新社,2004年）ISBN 978-4309976877
- 和智正喜作,八多友哉絵『海よりも遠く：世界最年少単独無寄港世界一周記 感動ノンフィクション小説』（講談社〈青い鳥文庫〉,2007年）ISBN 978-4-06-285003-2